# Janet Ruiz
Atualmente, vive na Cidade do México. 

## Filmografia

### Telenovelas
- Hasta el fin del mundo (2014) ... Criminosa
- La tempestad (2013) ... Rosario Alcántara
- Soy tu dueña (2010) ... Fidelina, a prisioneira
- Mañana es para siempre (2008-2009) ... Adolfina Guerreiro
- Al diablo con los guapos (2007-2008) ... Yolanda Bajos
- ¡Vivan los niños! (2002) ... Anastasia Luna
- Carita de ángel (2000) ... Águeda
- La jaula de oro (1997) ... Rosa
- Caminos cruzados (1995) ... Sandra
- Carrusel de las Américas (1992) ... Professora Susana
- Carrusel (1989-1990) ... Professora Susana
- Principessa (1984-1986) ... Anita
- Bianca Vidal (1982-1983) ... Guadalupe "Lupita"

### Séries de televisão
- La rosa de Guadalupe (2012) (2 episódios)
- Mujer, casos de la vida real (2001-2006) (15 episódios)

### Filmes
- Otaola o la república del exilio (2001)
- Marea suave (1992)
- Toña, nacida virgen (1982)
- El giro, el pinto y el Colorado (1980)

### Fotonovelas
- Ojos tristes (1979) (Da revista Ternura)
- El sol de mi vida (1981) (Da revista Cita de lujo)
- Un desconocido (1981) (Da revista Chicas)
- Estos muchachos de hoy (1981) (Da revista Chicas)
- Mujerzuela (1981)